# Canthon piluliformis
Canthon piluliformis är en skalbaggsart som beskrevs av Blanchard 1846. Canthon piluliformis ingår i släktet Canthon och familjen bladhorningar. Inga underarter finns listade.